# Triathlon van Stein
De Triathlon van Stein is een triatlonevenement, dat sinds 1984 jaarlijks in het Limburgse Stein wordt gehouden. Het evenement was twaalfmaal het toneel van een Nederlands kampioenschap triatlon. Ook vond er in 1988, 1992 en 2000 het Europees kampioenschap plaats.

## Bijzondere edities
- 1988: EK middenafstand
- 1992: EK jeugd en junioren
- 1998: Open NK middenafstand
- 1999: Open NK middenafstand
- 2000: EK olympische afstand
- 2003: Open NK lange afstand
- 2004: Open NK lange afstand
- 2005: Open NK olympische afstand
- 2006: Open NK olympische afstand en lange afstand
- 2007: NK junioren en NK olympische afstand
- 2008: Open NK olympische afstand
- 2009: Open NK olympische afstand